# Bahnstrecke Magdeburg–Leipzig
| | |                                                                           |                                                                           |
| Streckennummer (DB): | 6403 (Magdeburg Hbf–Bft Leipzig Messe Süd); sä. HL (Halle (Saale) Hbf–Leipzig Hbf) 6434 (Magdeburg Hbf–Bft Magdeburg Südseite) 6053 (Halle (Saale) Hbf–Bft Gröbers Süd) 6387 (Schkeuditz–Bft Leipzig-Wahren Westkopf) |                                                                           |                                                                           |
| Kursbuchstrecke (DB): | 340 |                                                                           |                                                                           |
| Kursbuchstrecke: | 157 (1934) 158a (Magdeburg Hbf – Schönebeck 1934) |                                                                           |                                                                           |
| Streckenlänge: | 118,2 km früher 123,7 km |                                                                           |                                                                           |
| Spurweite: | 1435 mm (Normalspur) |                                                                           |                                                                           |
| Streckenklasse: | D4 |                                                                           |                                                                           |
| Stromsystem: | 15 kV, 16,7 Hz ~ |                                                                           |                                                                           |
| Streckengeschwindigkeit: | 160 km/h |                                                                           |                                                                           |
| Zugbeeinflussung: | PZB |                                                                           |                                                                           |
| Zweigleisigkeit: | Magdeburg Hbf–Bft Leipzig-Wahren Westkopf Leipzig-Wahren–Wiederitzsch Magdeburg Hbf–Bft Magdeburg Südseite Dieskau–Gröbers                                                                                            |                                                                           |                                                                           |
| | |                                                                           |                                                                           |
| \| \| \| \| \| \| \| \| von Abzw Glindenberg, von Berlin Potsdamer Bahnhof und von Wittenberge \| \| \| \| \| \| \| \| \| 0,010 \| Magdeburg Hbf \| Magdeburg Hbf \| \| \| \| nach Braunschweig Hbf \| \| \| \| \| (Streckenbeginn 6434) \| \| \| \| 0,970 \| Magdeburg Hasselbachplatz \| Magdeburg Hasselbachplatz \| \| \| \| (Streckenende 6434) \| \| \| \| 1,167 \| Bft Magdeburg Südseite \| Bft Magdeburg Südseite \| \| \| \| von Magdeburg-Sudenburg \| \| \| \| \| von Biederitz \| \| \| \| 2,480 \| Magdeburg-Buckau \| Magdeburg-Buckau \| \| \| \| nach Schönebeck (Elbe) \| \| \| \| \| Abzw Glindenberg–Schönebeck (Elbe) \| \| \| \| 3,830 \| Magdeburg SKET Industriepark \| Magdeburg SKET Industriepark \| \| \| \| nach Thale Hbf \| \| \| \| 4,740 \| Bk Magdeburg-Fermersleben \| Bk Magdeburg-Fermersleben \| \| \| \| Abzw Wolfsfelde–Magdeburg-Buckau Bbf \| \| \| \| 6,199 \| Magdeburg-Salbke \| Magdeburg-Salbke \| \| \| \| von Abzw Glindenberg \| \| \| \| 7,584 \| Magdeburg Südost \| Magdeburg Südost \| \| \| \| nach Schönebeck (Elbe) \| \| \| \| 11,140 \| Bk Frohse \| Bk Frohse \| \| \| 12,500 \| Schönebeck-Frohse \| Schönebeck-Frohse \| \| \| \| von Abzw Glindenberg \| \| \| \| 14,133 \| Schönebeck (Elbe) Gbf \| Schönebeck (Elbe) Gbf \| \| \| \| von Blumenberg \| \| \| \| 15,044 \| Schönebeck (Elbe) \| Schönebeck (Elbe) \| \| \| \| nach Güsten \| \| \| \| 17,638 \| Schönebeck-Felgeleben (ehem. mit Bk) \| Schönebeck-Felgeleben (ehem. mit Bk) \| \| \| \| Bundesstraße 246a \| \| \| \| 20,514 \| Gnadau (ehem. Bf) \| Gnadau (ehem. Bf) \| \| \| 24,385 \| Abzw Tornitz Seehof \| Abzw Tornitz Seehof \| \| \| \| nach Abzw Werkleitz \| \| \| \| \| Blankenheim Trennungsbf–Berlin-Charlottenburg \| \| \| \| \| von Abzw Tornitz \| \| \| \| 27,487 \| Calbe (Saale) Ost \| Calbe (Saale) Ost \| \| \| \| Saale \| \| \| \| 30,760 \| Bk Gottesgnaden \| Bk Gottesgnaden \| \| \| \| \| \| \| \| 34,430 \| Sachsendorf (b Calbe) ehem. Übergang zur Pferdebahn Patzetz–Breitenhagen \| Sachsendorf (b Calbe) ehem. Übergang zur Pferdebahn Patzetz–Breitenhagen \| \| \| \| \| \| \| \| 41,439 \| Wulfen (Anh) (Hp Bk, ehem. Bf) \| Wulfen (Anh) (Hp Bk, ehem. Bf) \| \| \| 46,050 \| Bk Ostermark \| Bk Ostermark \| \| \| \| Köthen–Aken (Elbe) und Köthen–Dessau Hbf \| \| \| \| \| von Aken und Dessau \| \| \| \| \| Bundesstraße 185 \| \| \| \| 50,222 \| Köthen \| Köthen \| \| \| \| nach Aschersleben \| \| \| \| 55,270 \| Arensdorf (b Köthen) (ehem. mit Bk) \| Arensdorf (b Köthen) (ehem. mit Bk) \| \| \| 59,86 \| Weißandt-Gölzau (ehem. Bf) \| Weißandt-Gölzau (ehem. Bf) \| \| \| 66,371 \| Stumsdorf \| Stumsdorf \| \| \| \| nach Bitterfeld \| \| \| \| 70,500 \| Bk Eismannsdorf \| Bk Eismannsdorf \| \| \| 74,130 \| Niemberg \| Niemberg \| \| \| \| nach Hohenthurm \| \| \| \| 78,500 \| Bk Braschwitz \| Bk Braschwitz \| \| \| \| Bundesautobahn 14 \| \| \| \| 81,078 \| Zöberitz \| Zöberitz \| \| \| \| Bundesstraße 100 \| \| \| \| \| Halle (Saale) Hbf–Guben \| \| \| \| \| Halle (Saale) Hbf–Berlin Anhalter Bahnhof \| \| \| \| \| von Halle (Saale) Abzw Ab und von Peißen \| \| \| \| \| Halle Thüringer Bf–Halle (Saale) Gbf \| \| \| \| \| Vienenburg–Halle (Saale) Hbf \| \| \| \| \| von Berlin Anhalter Bahnhof und von Guben \| \| \| \| \| \| \| \| \| \| von Vienenburg und von Halle Thüringer Bf (über Halle (Saale) Steintorbf) \| \| \| \| \| \| \| \| \| 83,774 \| Halle (Saale) Gbf \| Halle (Saale) Gbf \| \| \| \| von Halle (Saale) Gbf (über Halle (Saale) Steintorbf) \| \| \| \| 86,0350,000 \| Halle (Saale) Hbf \| Halle (Saale) Hbf \| \| \| \| nach Halle Thüringer Bf \| \| \| \| \| (Streckenbeginn 6053) \| \| \| \| \| nach Hann Münden und nach Bebra \| \| \| \| \| Abzw Halle Kasseler Bahn–Halle (Saale) Gbf \| \| \| \| \| von Abzw Halle Thüringer Bahn \| \| \| \| \| von Halle (Saale) Gbf \| \| \| \| 88,684 \| Abzw Halle (Saale) Leuchtturm \| Abzw Halle (Saale) Leuchtturm \| \| \| \| \| \| \| \| 3,910 \| Halle Messe \| Halle Messe \| \| \| 89,980 \| Abzw Halle-Kanena \| Abzw Halle-Kanena \| \| \| 5,556 \| Dieskau (Hp Üst) \| Dieskau (Hp Üst) \| \| \| 91,690 \| Dieskau \| Dieskau \| \| \| \| von Eltersdorf \| \| \| \| 10,720 \| Gröbers Hp \| Gröbers Hp \| \| \| 96,779 \| Gröbers \| Gröbers \| \| \| \| nach Leipzig Hbf (über Leipzig/Halle Flughafen) \| \| \| \| \| (Streckenende 6053) \| \| \| \| \| \| \| \| \| 12,54898,575 \| Bft Gröbers Süd \| Bft Gröbers Süd \| \| \| \| \| \| \| \| 100,497 \| Großkugel (ehem. mit Bk) \| Großkugel (ehem. mit Bk) \| \| \| \| Landesgrenze Sachsen-Anhalt – Sachsen \| \| \| \| \| Bundesautobahn 9 \| \| \| \| 103,212 \| Schkeuditz West \| Schkeuditz West \| \| \| \| Bundesstraße 6 \| \| \| \| \| Anst Edisonstraße (ehem. zum Flughafengelände) \| \| \| \| 105,140 \| Schkeuditz \| Schkeuditz \| \| \| 106,870 \| Schkeuditz Luftfrachtumschlagbf \| Schkeuditz Luftfrachtumschlagbf \| \| \| 109,710 \| Bft Leipzig-Wahren Westkopf \| Bft Leipzig-Wahren Westkopf \| \| \| \| nach Leipzig Hbf (über Leipzig-Lützschena) \| \| \| \| 110,320 \| Lützschena \| Lützschena \| \| \| \| Leipzig-Wahren Ubf \| \| \| \| 111,360 \| Leipzig-Wahren Rbf \| Leipzig-Wahren Rbf \| \| \| 112,720 \| Leipzig-Wahren Hp \| Leipzig-Wahren Hp \| \| \| \| \| \| \| \| 112,738 \| Leipzig-Wahren \| Leipzig-Wahren \| \| \| \| \| \| \| \| \| nach Leipzig-Leutzsch \| \| \| \| \| \| \| \| \| \| nach Leipzig-Engelsdorf (über Wiederitzsch Strw, Güterring) \| \| \| \| \| von Leipzig-Wahren (über Wiederitzsch Strw, Güterring) \| \| \| \| 116,294 \| Wiederitzsch \| Wiederitzsch \| \| \| \| nach Leipzig-Engelsdorf (Güterring) \| \| \| \| \| nach Leipzig Messe Nord \| \| \| \| \| Leipzig-Wahren–Leipzig-Engelsdorf (Güterring) \| \| \| \| \| von Trebnitz \| \| \| \| 118,211 \| Bft Leipzig Messe Süd \| Bft Leipzig Messe Süd \| \| \| \| nach Leipzig Hbf \| \| \| \| \| \| \| \| Quellen: [1][2][3][4][5] \| \| \| \| | |                                                                           |                                                                           |
| | |                                                                           |                                                                           |
| Strecke | | von Abzw Glindenberg, von Berlin Potsdamer Bahnhof und von Wittenberge    | von Abzw Glindenberg, von Berlin Potsdamer Bahnhof und von Wittenberge    |
| | |                                                                           |                                                                           |
| Bahnhof | 0,010 | Magdeburg Hbf                                                             | Magdeburg Hbf                                                             |
| Abzweig geradeaus und nach rechts | | nach Braunschweig Hbf                                                     | nach Braunschweig Hbf                                                     |
| Abzweig geradeaus und nach links · Strecke von rechts | | (Streckenbeginn 6434)                                                     | (Streckenbeginn 6434)                                                     |
| Strecke · Haltepunkt / Haltestelle | 0,970 | Magdeburg Hasselbachplatz                                                 | Magdeburg Hasselbachplatz                                                 |
| Abzweig geradeaus und von links · Strecke nach rechts | | (Streckenende 6434)                                                       | (Streckenende 6434)                                                       |
| Blockstelle | 1,167 | Bft Magdeburg Südseite                                                    | Bft Magdeburg Südseite                                                    |
| Abzweig geradeaus und von rechts | | von Magdeburg-Sudenburg                                                   | von Magdeburg-Sudenburg                                                   |
| Abzweig geradeaus und ehemals von links | | von Biederitz                                                             | von Biederitz                                                             |
| Bahnhof | 2,480 | Magdeburg-Buckau                                                          | Magdeburg-Buckau                                                          |
| Abzweig geradeaus und nach rechts | | nach Schönebeck (Elbe)                                                    | nach Schönebeck (Elbe)                                                    |
| Kreuzung geradeaus oben | | Abzw Glindenberg–Schönebeck (Elbe)                                        | Abzw Glindenberg–Schönebeck (Elbe)                                        |
| Haltepunkt / Haltestelle | 3,830 | Magdeburg SKET Industriepark                                              | Magdeburg SKET Industriepark                                              |
| Abzweig geradeaus und nach rechts | | nach Thale Hbf                                                            | nach Thale Hbf                                                            |
| ehemalige Blockstelle | 4,740 | Bk Magdeburg-Fermersleben                                                 | Bk Magdeburg-Fermersleben                                                 |
| Kreuzung geradeaus unten (Querstrecke außer Betrieb) | | Abzw Wolfsfelde–Magdeburg-Buckau Bbf                                      | Abzw Wolfsfelde–Magdeburg-Buckau Bbf                                      |
| Haltepunkt / Haltestelle | 6,199 | Magdeburg-Salbke                                                          | Magdeburg-Salbke                                                          |
| Abzweig geradeaus und von links | | von Abzw Glindenberg                                                      | von Abzw Glindenberg                                                      |
| Bahnhof | 7,584 | Magdeburg Südost                                                          | Magdeburg Südost                                                          |
| Abzweig geradeaus und nach links | | nach Schönebeck (Elbe)                                                    | nach Schönebeck (Elbe)                                                    |
| ehemalige Blockstelle | 11,140 | Bk Frohse                                                                 | Bk Frohse                                                                 |
| Haltepunkt / Haltestelle | 12,500 | Schönebeck-Frohse                                                         | Schönebeck-Frohse                                                         |
| Abzweig geradeaus und von links | | von Abzw Glindenberg                                                      | von Abzw Glindenberg                                                      |
| Dienststation / Betriebs- oder Güterbahnhof | 14,133 | Schönebeck (Elbe) Gbf                                                     | Schönebeck (Elbe) Gbf                                                     |
| Abzweig geradeaus und ehemals von rechts | | von Blumenberg                                                            | von Blumenberg                                                            |
| Bahnhof | 15,044 | Schönebeck (Elbe)                                                         | Schönebeck (Elbe)                                                         |
| Abzweig geradeaus und nach rechts | | nach Güsten                                                               | nach Güsten                                                               |
| Haltepunkt / Haltestelle | 17,638 | Schönebeck-Felgeleben (ehem. mit Bk)                                      | Schönebeck-Felgeleben (ehem. mit Bk)                                      |
| Strecke mit Straßenbrücke | | Bundesstraße 246a                                                         | Bundesstraße 246a                                                         |
| Haltepunkt / Haltestelle | 20,514 | Gnadau (ehem. Bf)                                                         | Gnadau (ehem. Bf)                                                         |
| Blockstelle | 24,385 | Abzw Tornitz Seehof                                                       | Abzw Tornitz Seehof                                                       |
| Abzweig geradeaus und nach links | | nach Abzw Werkleitz                                                       | nach Abzw Werkleitz                                                       |
| Kreuzung geradeaus unten | | Blankenheim Trennungsbf–Berlin-Charlottenburg                             | Blankenheim Trennungsbf–Berlin-Charlottenburg                             |
| Abzweig geradeaus und von rechts | | von Abzw Tornitz                                                          | von Abzw Tornitz                                                          |
| Bahnhof | 27,487 | Calbe (Saale) Ost                                                         | Calbe (Saale) Ost                                                         |
| Brücke über Wasserlauf | | Saale                                                                     | Saale                                                                     |
| ehemalige Blockstelle | 30,760 | Bk Gottesgnaden                                                           | Bk Gottesgnaden                                                           |
| | |                                                                           |                                                                           |
| Bahnhof | 34,430 | Sachsendorf (b Calbe) ehem. Übergang zur Pferdebahn Patzetz–Breitenhagen  | Sachsendorf (b Calbe) ehem. Übergang zur Pferdebahn Patzetz–Breitenhagen  |
| | |                                                                           |                                                                           |
| Haltepunkt / Haltestelle | 41,439 | Wulfen (Anh) (Hp Bk, ehem. Bf)                                            | Wulfen (Anh) (Hp Bk, ehem. Bf)                                            |
| Blockstelle | 46,050 | Bk Ostermark                                                              | Bk Ostermark                                                              |
| Kreuzung geradeaus oben | | Köthen–Aken (Elbe) und Köthen–Dessau Hbf                                  | Köthen–Aken (Elbe) und Köthen–Dessau Hbf                                  |
| Abzweig geradeaus und von rechts | | von Aken und Dessau                                                       | von Aken und Dessau                                                       |
| Brücke | | Bundesstraße 185                                                          | Bundesstraße 185                                                          |
| Bahnhof | 50,222 | Köthen                                                                    | Köthen                                                                    |
| Abzweig geradeaus, nach rechts und von rechts | | nach Aschersleben                                                         | nach Aschersleben                                                         |
| Haltepunkt / Haltestelle | 55,270 | Arensdorf (b Köthen) (ehem. mit Bk)                                       | Arensdorf (b Köthen) (ehem. mit Bk)                                       |
| Haltepunkt / Haltestelle | 59,86 | Weißandt-Gölzau (ehem. Bf)                                                | Weißandt-Gölzau (ehem. Bf)                                                |
| Bahnhof | 66,371 | Stumsdorf                                                                 | Stumsdorf                                                                 |
| Abzweig geradeaus und ehemals nach links | | nach Bitterfeld                                                           | nach Bitterfeld                                                           |
| ehemalige Blockstelle | 70,500 | Bk Eismannsdorf                                                           | Bk Eismannsdorf                                                           |
| Bahnhof | 74,130 | Niemberg                                                                  | Niemberg                                                                  |
| Abzweig geradeaus und ehemals nach links | | nach Hohenthurm                                                           | nach Hohenthurm                                                           |
| Blockstelle | 78,500 | Bk Braschwitz                                                             | Bk Braschwitz                                                             |
| Strecke mit Straßenbrücke | | Bundesautobahn 14                                                         | Bundesautobahn 14                                                         |
| Haltepunkt / Haltestelle | 81,078 | Zöberitz                                                                  | Zöberitz                                                                  |
| Strecke mit Straßenbrücke | | Bundesstraße 100                                                          | Bundesstraße 100                                                          |
| Kreuzung geradeaus unten | | Halle (Saale) Hbf–Guben                                                   | Halle (Saale) Hbf–Guben                                                   |
| Kreuzung geradeaus unten | | Halle (Saale) Hbf–Berlin Anhalter Bahnhof                                 | Halle (Saale) Hbf–Berlin Anhalter Bahnhof                                 |
| Abzweig geradeaus und von links | | von Halle (Saale) Abzw Ab und von Peißen                                  | von Halle (Saale) Abzw Ab und von Peißen                                  |
| Kreuzung geradeaus unten (Querstrecke außer Betrieb) | | Halle Thüringer Bf–Halle (Saale) Gbf                                      | Halle Thüringer Bf–Halle (Saale) Gbf                                      |
| Kreuzung geradeaus unten | | Vienenburg–Halle (Saale) Hbf                                              | Vienenburg–Halle (Saale) Hbf                                              |
| Abzweig geradeaus und von rechts | | von Berlin Anhalter Bahnhof und von Guben                                 | von Berlin Anhalter Bahnhof und von Guben                                 |
| | |                                                                           |                                                                           |
| Abzweig geradeaus und von links | | von Vienenburg und von Halle Thüringer Bf (über Halle (Saale) Steintorbf) | von Vienenburg und von Halle Thüringer Bf (über Halle (Saale) Steintorbf) |
| | |                                                                           |                                                                           |
| Dienststation / Betriebs- oder Güterbahnhof | 83,774 | Halle (Saale) Gbf                                                         | Halle (Saale) Gbf                                                         |
| Abzweig geradeaus und von rechts | | von Halle (Saale) Gbf (über Halle (Saale) Steintorbf)                     | von Halle (Saale) Gbf (über Halle (Saale) Steintorbf)                     |
| Bahnhof | 86,0350,000 | Halle (Saale) Hbf                                                         | Halle (Saale) Hbf                                                         |
| Abzweig geradeaus und ehemals nach rechts | | nach Halle Thüringer Bf                                                   | nach Halle Thüringer Bf                                                   |
| Strecke von links · Abzweig geradeaus und nach rechts | | (Streckenbeginn 6053)                                                     | (Streckenbeginn 6053)                                                     |
| Kreuzung geradeaus unten · Abzweig geradeaus und nach rechts | | nach Hann Münden und nach Bebra                                           | nach Hann Münden und nach Bebra                                           |
| Kreuzung geradeaus unten · Kreuzung geradeaus unten | | Abzw Halle Kasseler Bahn–Halle (Saale) Gbf                                | Abzw Halle Kasseler Bahn–Halle (Saale) Gbf                                |
| Kreuzung geradeaus unten · Abzweig geradeaus und von rechts | | von Abzw Halle Thüringer Bahn                                             | von Abzw Halle Thüringer Bahn                                             |
| Strecke nach links · Abzweig geradeaus, von links und von rechts | | von Halle (Saale) Gbf                                                     | von Halle (Saale) Gbf                                                     |
| Blockstelle | 88,684 | Abzw Halle (Saale) Leuchtturm                                             | Abzw Halle (Saale) Leuchtturm                                             |
| Strecke von links · Abzweig geradeaus und nach rechts | |                                                                           |                                                                           |
| Haltepunkt / Haltestelle · Strecke | 3,910 | Halle Messe                                                               | Halle Messe                                                               |
| Strecke · Blockstelle | 89,980 | Abzw Halle-Kanena                                                         | Abzw Halle-Kanena                                                         |
| Haltepunkt / Haltestelle · Strecke | 5,556 | Dieskau (Hp Üst)                                                          | Dieskau (Hp Üst)                                                          |
| Strecke · ehemaliger Bahnhof | 91,690 | Dieskau                                                                   | Dieskau                                                                   |
| Kreuzung geradeaus unten · Abzweig geradeaus und von rechts | | von Eltersdorf                                                            | von Eltersdorf                                                            |
| Haltepunkt / Haltestelle · Strecke | 10,720 | Gröbers Hp                                                                | Gröbers Hp                                                                |
| Strecke · Dienststation / Betriebs- oder Güterbahnhof | 96,779 | Gröbers                                                                   | Gröbers                                                                   |
| Strecke · Abzweig geradeaus und nach links | | nach Leipzig Hbf (über Leipzig/Halle Flughafen)                           | nach Leipzig Hbf (über Leipzig/Halle Flughafen)                           |
| Strecke nach links · Abzweig geradeaus und von rechts | | (Streckenende 6053)                                                       | (Streckenende 6053)                                                       |
| | |                                                                           |                                                                           |
| Blockstelle | 12,54898,575 | Bft Gröbers Süd                                                           | Bft Gröbers Süd                                                           |
| | |                                                                           |                                                                           |
| Haltepunkt / Haltestelle | 100,497 | Großkugel (ehem. mit Bk)                                                  | Großkugel (ehem. mit Bk)                                                  |
| Grenze | | Landesgrenze Sachsen-Anhalt – Sachsen                                     | Landesgrenze Sachsen-Anhalt – Sachsen                                     |
| Strecke mit Straßenbrücke | | Bundesautobahn 9                                                          | Bundesautobahn 9                                                          |
| Haltepunkt / Haltestelle | 103,212 | Schkeuditz West                                                           | Schkeuditz West                                                           |
| Strecke mit Straßenbrücke | | Bundesstraße 6                                                            | Bundesstraße 6                                                            |
| Abzweig geradeaus und von links | | Anst Edisonstraße (ehem. zum Flughafengelände)                            | Anst Edisonstraße (ehem. zum Flughafengelände)                            |
| Bahnhof | 105,140 | Schkeuditz                                                                | Schkeuditz                                                                |
| Abzweig geradeaus und nach links · Betriebs-/Güterbahnhof Streckenende und quer | 106,870 | Schkeuditz Luftfrachtumschlagbf                                           | Schkeuditz Luftfrachtumschlagbf                                           |
| Blockstelle | 109,710 | Bft Leipzig-Wahren Westkopf                                               | Bft Leipzig-Wahren Westkopf                                               |
| Abzweig quer und von links · Abzweig ehemals geradeaus und nach rechts | | nach Leipzig Hbf (über Leipzig-Lützschena)                                | nach Leipzig Hbf (über Leipzig-Lützschena)                                |
| Strecke · Haltepunkt / Haltestelle (Strecke außer Betrieb) | 110,320 | Lützschena                                                                | Lützschena                                                                |
| Dienststation / Betriebs- oder Güterbahnhof · Strecke (außer Betrieb) | | Leipzig-Wahren Ubf                                                        | Leipzig-Wahren Ubf                                                        |
| ehemaliger Dienststation / Betriebs- oder Güterbahnhof · Strecke (außer Betrieb) | 111,360 | Leipzig-Wahren Rbf                                                        | Leipzig-Wahren Rbf                                                        |
| Strecke · Haltepunkt / Haltestelle (Strecke außer Betrieb) | 112,720 | Leipzig-Wahren Hp                                                         | Leipzig-Wahren Hp                                                         |
| Strecke nach links · Abzweig ehemals geradeaus und von rechts | |                                                                           |                                                                           |
| Bahnhof | 112,738 | Leipzig-Wahren                                                            | Leipzig-Wahren                                                            |
| | |                                                                           |                                                                           |
| Abzweig geradeaus und nach rechts | | nach Leipzig-Leutzsch                                                     | nach Leipzig-Leutzsch                                                     |
| | |                                                                           |                                                                           |
| Abzweig geradeaus und ehemals nach rechts | | nach Leipzig-Engelsdorf (über Wiederitzsch Strw, Güterring)               | nach Leipzig-Engelsdorf (über Wiederitzsch Strw, Güterring)               |
| Abzweig geradeaus und von rechts | | von Leipzig-Wahren (über Wiederitzsch Strw, Güterring)                    | von Leipzig-Wahren (über Wiederitzsch Strw, Güterring)                    |
| Dienststation / Betriebs- oder Güterbahnhof | 116,294 | Wiederitzsch                                                              | Wiederitzsch                                                              |
| Abzweig geradeaus und nach rechts | | nach Leipzig-Engelsdorf (Güterring)                                       | nach Leipzig-Engelsdorf (Güterring)                                       |
| Abzweig geradeaus und nach links | | nach Leipzig Messe Nord                                                   | nach Leipzig Messe Nord                                                   |
| Kreuzung geradeaus unten | | Leipzig-Wahren–Leipzig-Engelsdorf (Güterring)                             | Leipzig-Wahren–Leipzig-Engelsdorf (Güterring)                             |
| Abzweig geradeaus und von links | | von Trebnitz                                                              | von Trebnitz                                                              |
| Blockstelle | 118,211 | Bft Leipzig Messe Süd                                                     | Bft Leipzig Messe Süd                                                     |
| Strecke | | nach Leipzig Hbf                                                          | nach Leipzig Hbf                                                          |
| | |                                                                           |                                                                           |
| Quellen: | |                                                                           |                                                                           |

Die Bahnstrecke Magdeburg–Leipzig ist eine elektrifizierte zweigleisige Hauptbahn in Sachsen-Anhalt und Sachsen. Sie verläuft von Magdeburg aus über Köthen und Halle (Saale) nach Leipzig.

## Geschichte
Der Baubeginn erfolgte am 24. Januar 1838. Erstmals in der deutschen Eisenbahngeschichte war zu berücksichtigen, dass die Strecke mehrere Länder berührte: neben den Königreichen Preußen (Magdeburg, Halle) und Sachsen (Leipzig) durchquerte sie auch das Herzogtum Anhalt-Köthen. Die Strecke wurde von Preußen am 13. November 1837, von Anhalt am 18. September 1840 konzessioniert.
Eröffnungsdaten:
- 29. Juni 1839: Magdeburg–Schönebeck (Elbe) (14,9 km)
- 7. September 1839: Schönebeck–Saalebrücke bei Calbe (12,4 km)
- 19. Juni 1840: Saalebrücke–Köthen (22,6 km)
- 22. Juli 1840: Köthen–Halle (35,7 km)
- 18. August 1840: Halle–Leipzig (33,2 km)

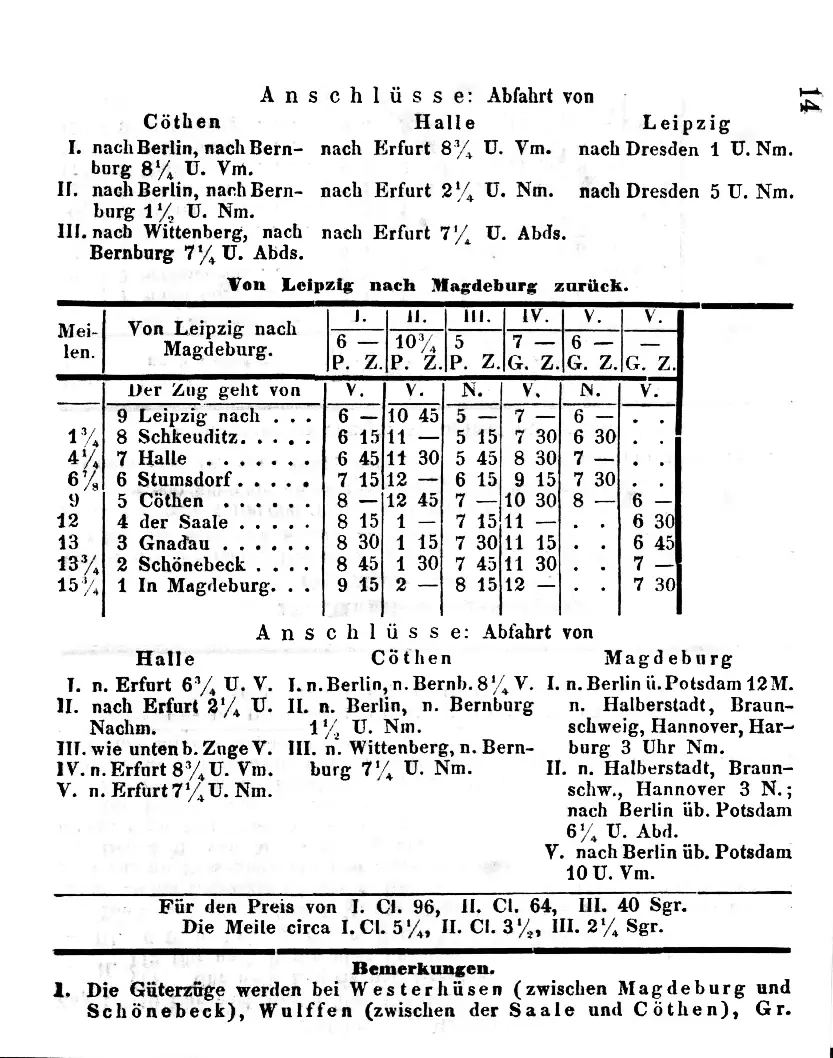
Fahrplan 1847

Am 18. August 1840 wurde schließlich die Gesamtstrecke von Magdeburg nach Leipzig eröffnet. Da in Leipzig der Magdeburger Bahnhof direkt neben dem Dresdner Bahnhof lag, konnte hier von Magdeburg nach Dresden (die Leipzig-Dresdner Eisenbahn wurde bereits 1837 eröffnet) umgestiegen werden. Später ermöglichte eine kurze Verbindungsbahn das Überführen von Kurswagen.

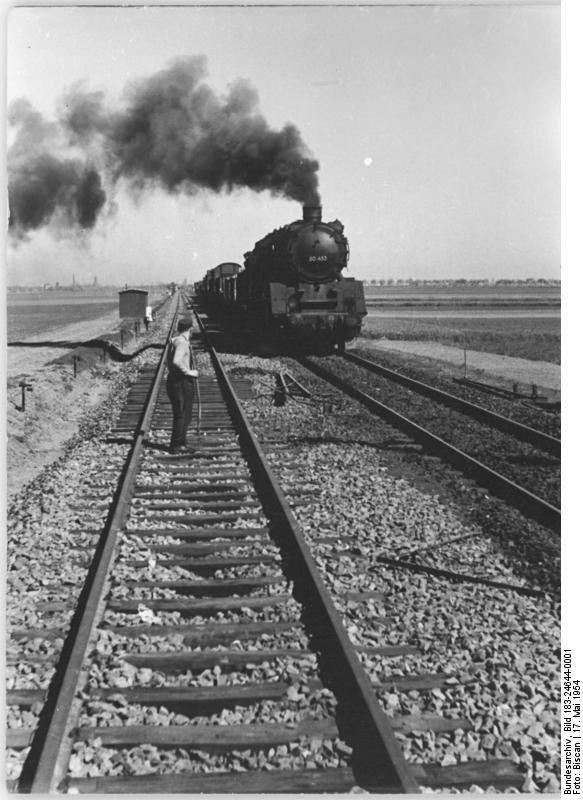
Im Jahr 1954 erhielt der Abschnitt Köthen–Stumsdorf wieder ein zweites Streckengleis.

Weil zwischen den Gemarkungen Modelwitz und Hänichen die Staatsgrenze zwischen den Königreichen Preußen und Sachsen verlief (heute Stadtgrenze zwischen Schkeuditz und Leipzig), wurde für den auf sächsischem Territorium gelegenen Abschnitt der Strecke mit der Leipzig-Dresdner Eisenbahngesellschaft ein Anschlussvertrag geschlossen. Erst am 29. April 1874 kaufte die Magdeburg-Leipziger Eisenbahngesellschaft mit Wirkung vom 1. Januar 1875 die in Sachsen gelegene Trasse.
Am 15. Januar 1843 war der schon 1842 begonnene zweigleisige Ausbau der Magdeburg-Leipziger Eisenbahn abgeschlossen, und am 1. November desselben Jahres wurde der fahrplanmäßige Güterverkehr aufgenommen.
Bis 1873 fuhren die Züge der Magdeburg tangierenden Bahngesellschaften an zwei verschiedenen Bahnhöfen ab, da die Stadtbefestigungen einen gemeinsamen Bahnhof nicht zuließen: Es gab einen Bahnhof für die Züge nach Wittenberge und Hamburg und den Leipziger Bahnhof für die Magdeburg-Leipziger Eisenbahn sowie die Züge nach Berlin, Braunschweig und Halberstadt.
Am 1. Juni 1876 wurde die Magdeburg-Leipziger Eisenbahngesellschaft an die Magdeburg-Halberstädter Eisenbahngesellschaft angeschlossen, die mit Gesetz vom 20. Dezember 1879 vom Königreich Preußen verstaatlicht wurde. Die Magdeburg-Leipziger Eisenbahn wurde der königlich preußischen Eisenbahndirektion Magdeburg unterstellt. Ab 1. April 1895 unterstand der Abschnitt Halle–Leipzig der neu gegründeten Eisenbahndirektion Halle.
Am 1. Mai 1912 wurde der preußische Teil des Leipziger Hauptbahnhofs, in dem auch die Magdeburger Strecke endete, in Betrieb genommen.
Am 1. April 1920 ging die Magdeburg-Leipziger Eisenbahn zusammen mit den anderen Preußischen Staatseisenbahnen in den Reichseisenbahnen auf, aus denen am 30. August 1924 die Deutsche Reichsbahn-Gesellschaft hervorging.
Im Jahr 1920 begann die Elektrifizierung des Abschnittes Halle–Leipzig, der erstmals am 19. Dezember 1922 mit einer elektrischen Lokomotive befahren wurde. Erst am 7. Oktober 1934 wurde die durchgehende Elektrifizierung der Gesamtstrecke von Magdeburg nach Leipzig vollendet.

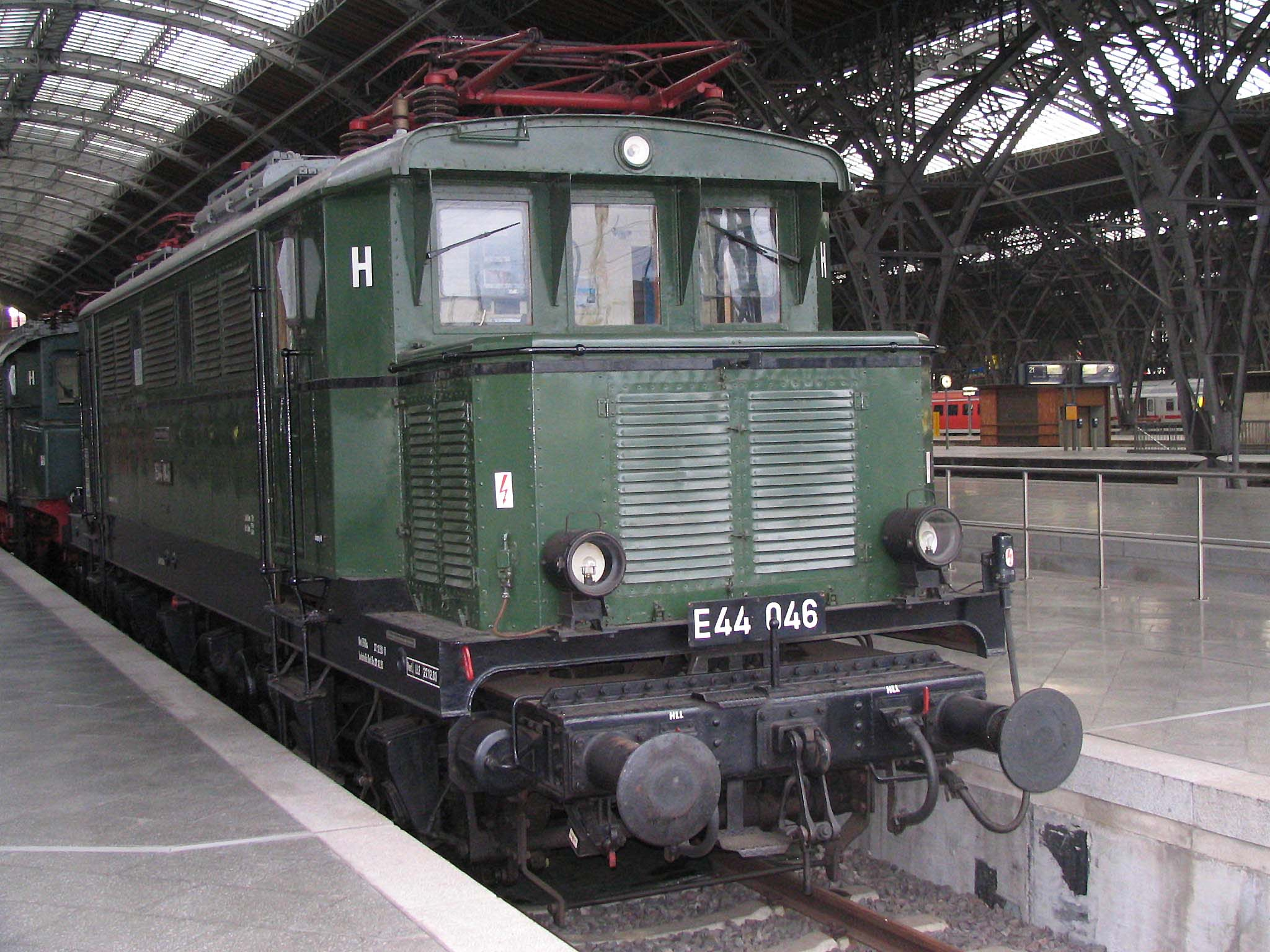
Mit den Lokomotiven der Reihe E 44 (hier in Leipzig Hbf) wurde die Nachkriegselektrifizierung bei der DR neu begonnen.

1946 wurden die elektrischen Anlagen als Reparationsleistung abgebaut. Nachdem die Sowjetunion im Gegenzug zu Wagenlieferungen Elektrolokomotiven und Ausrüstungen zurückgab, konnte am 1. September 1955 auf dem Abschnitt Halle–Köthen wieder der elektrische Zugbetrieb aufgenommen werden. Die Eröffnung wurde mit einem Lokzug bestehend aus Lokomotiven der Reihe E 44 gefeiert. Am 29. Dezember desselben Jahres folgten der Abschnitt Köthen–Schönebeck, am 12. Januar 1957 der Abschnitt Schönebeck–Magdeburg und am 20. Dezember 1958 der Abschnitt Leipzig–Halle. Damit war die gesamte Strecke wieder elektrisch befahrbar.
Nach 1990 wurde der Streckenabschnitt zwischen Magdeburg und Halle weitgehend für eine Höchstgeschwindigkeit von 160 km/h ertüchtigt. Bis Dezember 2004 erfolgte die Realisierung der S-Bahnstrecke Halle–Leipzig. Hierbei wurde zwischen Halle Hbf und Gröbers ein drittes und abschnittsweise ein viertes Gleis für die S-Bahn errichtet. Die Stationen Halle Messe, Dieskau und Gröbers wurden an diesen Gleisen neu errichtet, der Bahnhof Leipzig-Wahren mit dem Bahnhofsteil Lützschena grundhaft umgebaut. Zusammen mit Baumaßnahmen an der Bahnstrecke Leipzig-Wahren–Leipzig Hbf erfolgten im Zuge dieses Projekts Investitionen von insgesamt 239 Millionen Euro. Mit dem Umbau des Bahnhofs Leipzig Messe für die Einbindung der Schnellfahrstrecke Eltersdorf–Leipzig verkürzte sich die Strecke Magdeburg–Leipzig 2002 um mehrere Kilometer. Sie endet seitdem im Bahnhofsteil Leipzig Messe Süd. Die weiterführenden Gleise zum Bahnhof Leipzig Hbf gingen auf die Strecke 6411 Trebnitz–Leipzig über, deren ursprüngliche auf die Schnellfahrstrecke Richtung Gröbers und Erfurt. Mit diesem Umbau wurde der Bogen Wiederitzsch–Leipzig Messe Süd durch den Abbau des Richtungsgleises Magdeburg–Leipzig eingleisig.
Zwischen 2014 und 2016 erfolgte der Neubau mehrerer Bahnsteige an den Stationen Zöberitz, Niemberg, Stumsdorf und Weißandt-Gölzau.
Mit Bundes- und Landesmitteln wurde außerdem die Station Calbe (Saale) Ost barrierefrei ausgebaut. Dabei wurden die drei Bahnsteige auf 155 Meter Länge neu gebaut. Anschließend wird das alte Empfangsgebäude abgerissen, damit eine Busschnittstelle und Parkplätze geschaffen werden können.
Bis 2025 werden im Bahnknoten Köthen sowie zwischen Köthen und Stumsdorf der Oberbau und die Leit- und Sicherungstechnik sowie fünf Brücken erneuert, damit die Durchfahrgeschwindigkeiten erhöht werden können. Auch die Reiseverkehrsanlagen im Bahnhof Köthen, die zurzeit noch viele Elemente aus der Kaiserzeit besitzen, und in Arensdorf werden komplett neu gebaut.
Der Abschnitt zwischen Magdeburg und Halle soll im Zuge des „Starterpakets“ der Digitalen Schiene Deutschland, als Teil des TEN-Kernnetzkorridors Skandinavien–Mittelmeer, bis 2030 mit Digitalen Stellwerken und ETCS ausgerüstet werden.

## Bedienung

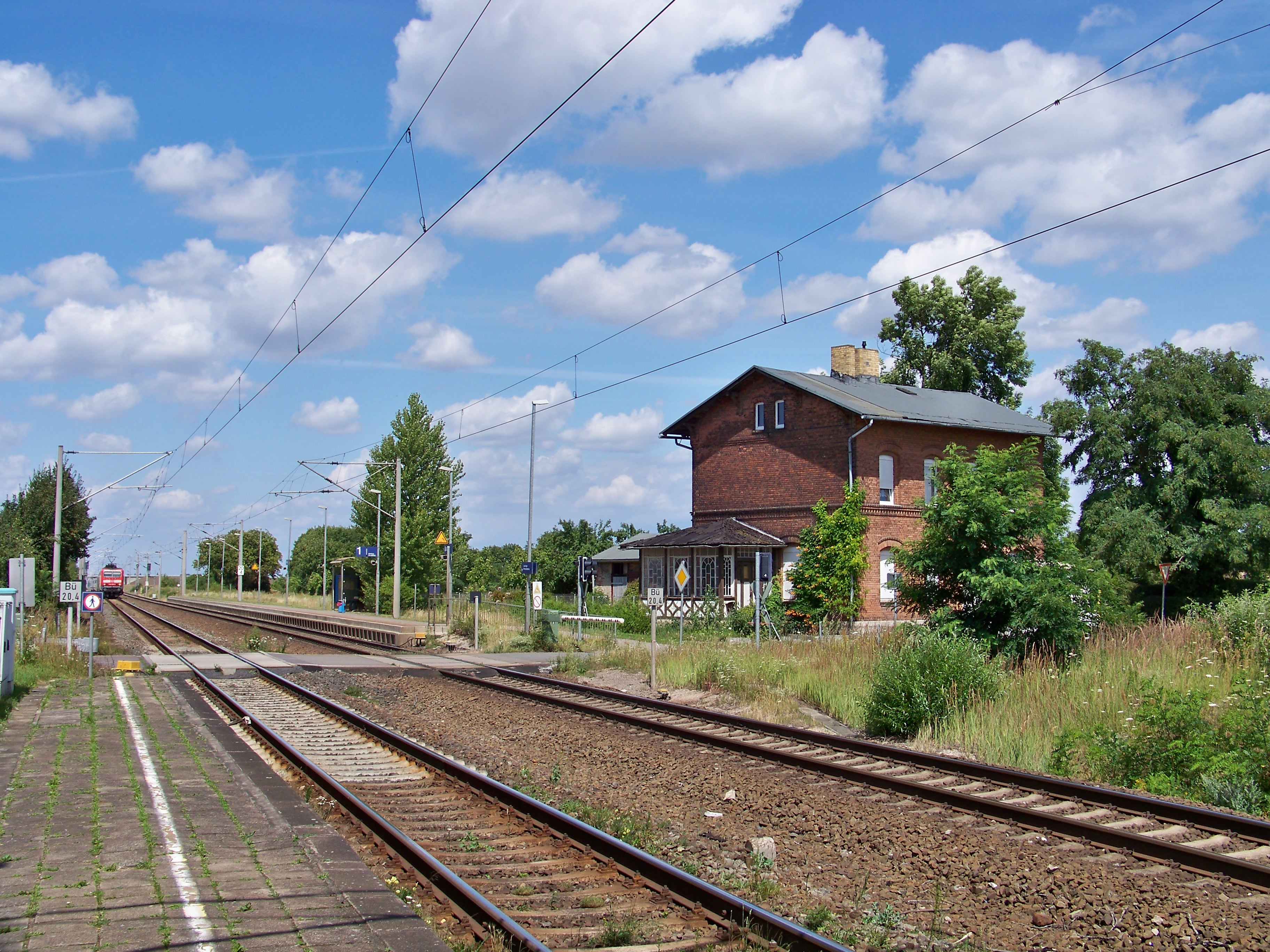
Haltepunkt Gnadau (2009)

Der Streckenabschnitt zwischen Magdeburg und Halle wird von einer Regionalexpresslinie bedient. Sie verkehrt im Stundentakt, eingesetzt werden mit elektrischen Lokomotiven der Reihe 146.0 bespannte Wendezüge mit im Regelfall drei Doppelstockwagen. Zwischen Magdeburg und Schönebeck (Elbe) werden auf derselben Trasse, zwischen Magdeburg Hauptbahnhof und Magdeburg-Buckau auf separaten Gleisen, die Züge der Linie S1 der S-Bahn Mittelelbe geführt. Sie wird mit Elektrotriebwagen der Baureihe 425 bedient, welche 2015 modernisiert wurden. Des Weiteren nutzen eine zweistündliche Regionalexpresslinie nach Erfurt und eine zweistündliche Regionalbahnlinie nach Aschersleben zwischen Magdeburg und Schönebeck (Elbe) die Strecke.
Zwischen Halle und Gröbers bzw. Leipzig-Wahren wird die Strecke von den Linien S3 und S5 der S-Bahn Mitteldeutschland mit Triebzügen des Typs Bombardier Talent 2 befahren. Dabei befahren die Züge der Linie S5 zwischen Halle (S) und Gröbers die Fernbahngleise und nutzen anschließend die Neubaustrecke Erfurt–Leipzig/Halle in Richtung Flughafen Leipzig/Halle. Die Züge der Linie S3 verkehren zwischen Halle (S) Hbf und Gröbers über die S-Bahn-Gleise, Strecke 6053, zwischen Gröbers und Leipzig-Wahren über die Stammgleise und von Leipzig-Wahren bis Leipzig Hbf über die direkte Strecke 6382. 
Die Strecke wird jeweils im Zweistundentakt von den IC-Linien 55 und 56 befahren, die sich zu einem Stundentakt überlagern. Die Intercity-Züge halten nur in Magdeburg Hbf, Köthen, Halle Hbf, teilweise Leipzig/Halle Flughafen und in Leipzig Hbf. Schönebeck wird von einzelnen Fahrten der Linie 55 bedient. Zwischen Gröbers und Leipzig Hbf verkehren diese Züge auf der Neubaustrecke Erfurt–Leipzig/Halle. Seit Ende 2015 werden auf den Linien Intercity-2-Züge mit Lokomotiven der Reihe 146.5 eingesetzt. Zuvor wurden die Intercity-Züge mit Elektroloks der Baureihe 101 gefahren, selten auch mit Loks der Baureihe 120. Außerdem findet auf der Strecke reger Güterverkehr statt. Auf dem Endabschnitt zwischen Leipzig-Wahren und Leipzig Messe Süd über Wiederitzsch verkehren seit Dezember 2004 planmäßig keine Reisezüge mehr.

## Zwischenfälle
Am 27. April 1968 überfuhr ein Güterzug das Halt zeigende Einfahrsignal des Bahnhofs Niemberg und kollidierte mit einem im Bahnhof stehenden Güterzug. Dabei wurden die Lokomotive des einfahrenden Zuges und 23 Güterwagen stark beschädigt. Auf der Lokomotive starb eine Person, eine weitere wurde schwer verletzt.
Am 26. April 1976 entgleisten im Bahnhof Sachsendorf die Lokomotive und ein Wagen des Schnellzuges D 442 Dresden–Köln. Es entstand kein Personenschaden.
In der Nacht zum 28. Juni 1981 entgleiste im Bahnhof Köthen ein Kalizug. 18 Wagen stürzten um, es kam zu keinem Personenschaden.